# Lars Paaske
Lars Paaske 18 januari 1976, Hørsholm, Danmark är en badmintonspelare från Danmark som bland annat kom fyra vid de olympiska sommarspelen 2008 i Peking. Han kom på fjärdeplats i dubbelspelet tillsammans med Jonas Rasmussen. Deltog också dubbelspelet i Sydney OS 2000 med Martin Lundgaard och i Aten OS 2004 sammen med Jonas Rasmussen.
Paaske tävlar för Greve Strands Badmintonklub. Han har tidigare tävlat för Ølstykke, Skovshoved, Friedrichshafen og KBK.

## Olympiska meriter

### Olympiska sommarspelen 2008
| Namn                        | Gren   | 32-delsfinal | 16-delsfinal | 8-delsfinal                          | Kvartsfinal                                    | Semifinal                                 | Final                                        | Final |
| Namn                        | Gren   | Resultat     | Resultat     | Resultat                             | Resultat                                       | Resultat                                  | Resultat                                     | Plats |
| --------------------------- | ------ | ------------ | ------------ | ------------------------------------ | ---------------------------------------------- | ----------------------------------------- | -------------------------------------------- | ----- |
| Lars Paaske Jonas Rasmussen | Dubbel |              |              | (3) Jung och Lee (KOR) W 21-16 21-19 | Logosz och Mateusiak (POL) W 17-21 21-11 21-15 | (1) Kido och Setiawan (INA) L 19-21 17-21 | Jae-jin och Ji-man (KOR) L 21-13 18-21 17-21 | 4     |